# Lee Bum-soo
Đây là một tên người Triều Tiên, họ là Lee.
Lee Bum-soo (tiếng Hàn: 이범수; sinh ngày 10 tháng 12 năm 1990) là một cầu thủ bóng đá Hàn Quốc thi đấu ở vị trí thủ môn cho Gyeongnam FC.

## Sự nghiệp
Lee Bum-soo được lựa chọn bởi Jeonbuk Hyundai ở đợt tuyển quân K League 2010. Anh chuyển đến Gyeongnam FC ngày 4 tháng 1 năm 2017.